# Солнцева, Светлана Юрьевна
Светлана Юрьевна Солнцева (род. 4 апреля 1966, село Шойбулак, Медведевский район, Марийская АССР) — российский педагог, государственный и политический деятель. Депутат Государственной Думы седьмого созыва, член фракции «Единая Россия», член комитета Госдумы по образованию и науке.

## Биография
В 1988 году получила высшее педагогическое образование по специальности «учитель математики и физики» окончив Марийский государственный педагогический институт им. Н. К. Крупской. С 1988 по 2015 год работала в Цибикнурской средней школы Медведевского района Марийской АССР учителем математики, с 2006 по 2007 год работала заместителем директора по учебно-воспитательной работе МОБУ «Шойбулакская средняя общеобразовательная школа», с 2007 по 2015 год работала МОБУ «Шойбулакская средняя общеобразовательная школа» в должности директора.
В 2005 году избрана депутатом муниципального образования «Шойбулакское сельское поселение» I созыва, исполняла полномочия до 2009 года. В 2009 году была повторно избрана депутатом муниципального образования «Шойбулакское сельское поселение» II созыва, до 2014 года была Председателем собрания депутатов.
В сентябре 2014 года была избрана депутатом Государственного собрания Республики Марий Эл VI созыва, досрочно сложила депутатские полномочия в 2015 году.
С января по сентябрь 2015 года представляла республику Марий Эл в Совете Федерации Федерального Собрания РФ, была членом Совета Федерации от исполнительного органа государственной власти Республики Марий Эл.
С сентября 2015 года по сентябрь 2016 года работала В правительстве Республики Марий Эл в должности первого заместителя председателя правительства.
В сентябре 2016 года баллотировалась по спискам «Единой России» в Госдуму, в результате распределения мандатов была избрана депутатом Государственной думы РФ VII созыва.

## Законотворческая деятельность
С 2016 по 2019 год, в течение исполнения полномочий депутата Государственной Думы VII созывов, выступила соавтором 7 законодательных инициатив и поправок к проектам федеральных законов.

## Награды
- Почётный работник общего образования Российской Федерации[источник не указан 1333 дня].